# Pierre Couillard
Pour les articles homonymes, voir Couillard.
Pierre Couillard (23 mars 1911 à Nancy - 16 janvier 1999 à Bainville-sur-Madon) est un industriel français originaire de Meurthe-et-Moselle, qui fut président de la laiterie Saint-Hubert.

## Biographie
Pierre Couillard est l'un des cinq enfants de Paul Couillard. Les quatre autres sont Marguerite, Louis, Paulette et Simone, qui épouse en 1933 Charles Clerc, entré aux Laiteries Saint-Hubert en 1931. Après des études secondaires et supérieures à Nancy, Pierre seconde son père. Mobilisé comme officier en 1939, il est fait prisonnier et est retenu en captivité en Allemagne, en oflag. Après la guerre, il revient à Nancy et prend la succession de son père, mort en 1949. Il dirige l'entreprise avec son beau-frère Charles Clerc, l'un des premiers compagnons de la Libération (7 mars 1941), directeur général adjoint et administrateur des laiteries Saint-Hubert, mort en janvier 1967.
Pierre Couillard a eu un engagement politique avant 1939. Il a été vice-président de la fédération départementale du Parti social français en 1936-1937 et membre élu du comité directeur du parti.

## La laiterie Saint-Hubert
La laiterie a été fondée par son père Paul Couillard en 1904. Elle était alors spécialisée dans la vente de lait pasteurisé en bouteilles, alors inconnu en Lorraine. L'entreprise se nomme alors Société Paul Couillard et Compagnie et son siège se trouve au no 25 de la rue Pichon, à Nancy. Elle dépose des marques, comme le « camembert de la petite bergère » en 1922. En 1923, Paul se spécialise dans l'industrie laitière. La laiterie a ensuite poursuivi son expansion, avec quelques innovations marquantes.

## Sources
- Jean-François Colas, Les Droites nationales en Lorraine dans les années 1930 : acteurs, organisations, réseaux, thèse de doctorat, Université de Paris X-Nanterre, 2002, 3 vol.
- Site de Saint-Hubert : historique de la société
- Site des Arts et métiers : biographie de Charles Clerc (extrait de Arts et Métiers magazine, mai 2003)
- Site de l'Ordre de la Libération : biographie de Charles Clerc